# Ezzatollah Akbari
Essadollah Akbarizarinkolaei (in persiano عزت‌الله اکبری زرین‌کلایی‎; Juybar, 20 agosto 1992) è un lottatore iraniano, specializzato nella lotta libera.

## Biografia
Ai Mondiali di Budapest 2013 ha vinto la medaglia d'argento nei 74 chilogrammi, perdendo in finale con lo statunitense Jordan Burroughs.

## Palmarès
- Mondiali

Budapest 2013: argento nei 74 kg.
- Giochi asiatici

Incheon 2014: argento nei 74 kg.
- Campionati asiatici

Nuova Delhi 2013: bronzo nei 74 kg.
Bişkek 2018: oro negli 74 kg.
- Giochi asiatici

Aşgabat 2017: oro negli 74 kg.